# Ramusella sengbuschi
Ramusella sengbuschi är en kvalsterart som beskrevs av Hammer 1968. Ramusella sengbuschi ingår i släktet Ramusella och familjen Oppiidae.

## Underarter
Arten delas in i följande underarter:
- R. s. sengbuschi
- R. s. tokyoensis